# QuteMol

QuteMol — программа с открытым исходным кодом, для интерактивной визуализации молекулярных систем. QuteMol использует имеющиеся возможности современной компьютерной графики, используя библиотеку OpenGL. В программе доступен широкий набор графических эффектов. Методы визуализации QuteMol, направленные на улучшение реалистичности и облегчение восприятия 3D формы и структуры больших молекул или сложных белков.

## Галерея изображений
Ниже приведены изображения полученные в результате работы программы QuteMol.
- 3D анимация молекулы препарата эналаприл
- 3D анимация молекулы Метилендиоксиметамфетамина